# Still Alive (Demi Lovato)
Still Alive è un singolo della cantante statunitense Demi Lovato, pubblicato il 3 marzo 2023.

## Descrizione
Il brano è frutto della collaborazione tra l'artista stessa, Mike Shinoda dei Linkin Park e Laura Veltz (quest'ultima già autrice del singolo 29 tratto dall'album Holy Fvck di Lovato) ed è stato realizzato appositamente per il film Scream VI.

## Video musicale
Il video, reso disponibile nel giorno del lancio del singolo, mostra Lovato e un gruppo di amiche recarsi in un hotel, porgendo un biglietto di invito a un impiegato dell'hotel (interpretato da Spencer Charnas degli Ice Nine Kills) che riporta: "Ti piacciono i film dell'orrore?". Giunti alla sala proiezione, il gruppo viene invitato alla visione di Scream VI da Shinoda ma poco tempo dopo Ghostface irrompe nell'hotel, uccidendo Charnas e Shinoda e attaccando Lovato e le amiche. Verso il finale, la cantante si ritrova faccia a faccia con Ghostface ma solo all'ultimo il tutto si rivela essere soltanto parte del filmato proiettato nell'hotel.

## Tracce
Testi e musiche di Demi Lovato, Mike Shinoda e Laura Veltz.
1. Still Alive – 3:05

## Formazione
- Demi Lovato – voce
- Mike Shinoda – produzione, chitarra, batteria, programmazione, ingegneria del suono
- Manny Marroquin – missaggio
- Chris Gehringer – mastering